# La Nordica-Extraflame
La Nordica-Extraflame è un gruppo italiano che opera dal 1968 nel settore del riscaldamento domestico a biomassa. Il gruppo è composto da due società, La Nordica SpA ed Extraflame SpA, entrambe con sede a Montecchio Precalcino (Vicenza) e fondate dalla famiglia Dal Zotto.

## Storia

### Fondazione e inizi
Le origini de La Nordica-Extraflame risalgono al 1968 quando i fratelli Silvano Dal Zotto, Giannino Dal Zotto e Giorgio Dal Zotto, fondano La Nordica, ditta specializzata in lavorazioni metalliche che inizia a produrre anche i primi modelli di stufe e cucine a legna. Negli anni 70 i prodotti a biomassa diventano il core business dell'azienda, in particolare nascono alcuni modelli iconici di cucine economiche e di stufe e caminetti, tra cui la linea "Romantica" e "Rossella", articoli tuttora in produzione.
Parallelamente alla crescita de La Nordica, i fratelli Dal Zotto fondano negli anni 80 Italvas, azienda dedicata alla produzione di prodotti a vapore per la pulizia della casa e di piccoli elettrodomestici. A partire dal 1996 Italvas è tra le prime aziende in Italia a credere fortemente nella produzione di stufe a pellet. Il successo di questi nuovi apparecchi porta l'azienda a focalizzarsi esclusivamente su questo settore, ristrutturandosi internamente e cambiando nome in Extraflame.

### Nascita e sviluppo del Gruppo La Nordica-Extraflame
La Nordica ed Extraflame nel corso degli anni 2000 conoscono una crescita costante che le porta a diventare un punto di riferimento nel settore non solo in Italia ma anche all'estero, arrivando a commercializzare stufe, cucine e caminetti a legna e a pellet in più di 50 Paesi nel mondo. La stessa proprietà, direzione e rete commerciale che accomuna le due aziende porta alla decisione di iniziare ad operare sotto il marchio La Nordica-Extraflame.
A partire dal 2010 La Nordica-Extraflame aumenta costantemente la gamma di prodotti e servizi a disposizione del cliente: viene ampliato il reparto del Customer Service ed istituito il centro di formazione "Academy", una vera e propria struttura autonoma dedicata alle attività di aggiornamento ed informazione per rivenditori e centri assistenza.
Nel 2022 viene fondata La Nordica-Extraflame STF France, una nuova società legata al Gruppo con stabilimento a Saint-Étienne e che rappresenta un centro di formazione per i partner francesi nonché un punto di riferimento per la logistica e l’assistenza in questo specifico mercato.

## Informazioni e dati
Il gruppo La Nordica-Extraflame conta oggi 5 stabilimenti produttivi per 70.000 mq superficie totale, 250 dipendenti, 8 linee produttive per oltre 90.000 pezzi all'anno, oltre 200 modelli in gamma 100% Made in Italy, una rete commerciale che comprende più di 50 paesi nel mondo, più di 450 Centri di Assistenza Tecnica in tutta Europa e un centro formazione con 7 aule (5 in Italia e 2 in Francia) e 150 corsi con oltre 1000 partecipanti all'anno.
Nel 2022 l'azienda ha chiuso il suo fatturato a quota 120 milioni di euro.

## I prodotti
La gamma di prodotti offerti da La Nordica-Extraflame comprende oltre 200 articoli 100% Made in Italy per la produzione di energia per il riscaldamento domestico.
Nello specifico, La Nordica SpA è focalizzata sullo sviluppo di prodotti a legna: 
- Stufe a legna
- Cucine a legna
- Caminetti a legna
- Accessori.

Extraflame SpA, invece, produce esclusivamente prodotti a pellet:
- Stufe a pellet
- Caldaie a pellet
- Caminetti a pellet
- Accessori.

## Premi e riconoscimenti
- La campagna pubblicitaria "Puro Calore, Made in Italy", realizzata da MGA Group per La Nordica-Extraflame, ha vinto nella 16ª edizione del premio tecnico della pubblicità Italiana 6 riconoscimenti di categoria: Special Star per Art Direction (campagna stampa la nordica puro Calore Moon); primo classificato di Categoria Stampa Specializzata (campagna stampa la Nordica Puro Calore Moon); primo classificato di Categoria Indoor (campagna stampa la Nordica Puro Calore Moon); secondo classificato Ex Aequo di Sezione Stampa Esterna (campagna stampa la Nordica Puro Calore Iside); Special Star per Art Direction (campagna stampa la Nordica Puro Calore Iside); Special Star per Fotografia (campagna stampa la Nordica Puro Calore Iside).[9]
- Il Sito Istituzionale La Nordica-Extraflame ha vinto nella 16ª edizione del premio tecnico della pubblicità Italiana il riconoscimento Special Star per Graphic Design nella sezione Siti Internet.[9]
- Nel 2012 la campagna "Puro Calore, Made in Italy", realizzata da MGA Group per La Nordica-Extraflame, ha vinto: il premio nazionale TP Emanuele Pirella nella categoria Press[10]; il primo premio nella categoria Regioni - Veneto al Grandprix per la categoria "Più a meno: Il Low Budget"; il premio Press&Outdoor Key Award nella sezione Family Lifestyle.[11]
- Nel 2017 La Nordica-Extraflame è stata riconosciuta come "Top Azienda innovativa" in Italia dall'Istituto Tedesco Qualità ITQF.[12]
- La stufa a pellet Amika di La Nordica-Extraflame con il nuovo vetro ceramico ROBAX® NightView, realizzato dall'azienda SCHOTT, ha vinto il German Design Award 2021, uno dei più importanti premi internazionali nel mondo del design, nella categoria Excellent Product Design.[13]
- Nel 2021 La Nordica-Extraflame ha ricevuto il riconoscimento "Migliori in Italia nel Servizio" dell'Istituto Tedesco di Qualità ITQF e del suo Media Partner La Repubblica A&F per la categoria Stufe e Caminetti.[14]
- Nel 2021 La Nordica-Extraflame ha ricevuto il riconoscimento "Top qualità-prezzo" dell'Istituto Tedesco Qualità ITQF e del suo Media Partner La Repubblica A&F per la categoria Stufe e Caminetti.[15]
- Nel 2023 il key visual “Logo-Casa”, ideato da MGA Group per La Nordica-Extraflame, si è classificato al primo posto, nella XXVII Edizione del Premio Mediastars - premio tecnico della pubblicità Italiana, nella sezione Retail Identity, categoria Corporate Identity.[16]